# Bais (Ille-et-Vilaine)
Bais (bret. Baez) – miejscowość i gmina we Francji, w regionie Bretania, w departamencie Ille-et-Vilaine.
Według danych na rok 1990 gminę zamieszkiwało 1821 osób, a gęstość zaludnienia wynosiła 52 osoby/km² (wśród 1269 gmin Bretanii Bais plasuje się na 346. miejscu pod względem liczby ludności, natomiast pod względem powierzchni na miejscu 199.).